# Chanthaburi FC
Der Chanthaburi Football Club  (Thai: สโมสรฟุตบอลจังหวัดจันทบุรี) ist ein thailändischer Fußballverein aus Chanthaburi. Aktuell spielt der Verein in der zweiten thailändischen Liga.

## Geschichte
Gegründet wurde der Verein wohl 2004. Bis zum Jahr 2006 ist nicht geklärt, in welcher Liga der Verein spielte. In den Statistiken gibt es auch eine Mannschaft aus Chanthaburi, welche 1984 das Finale des Pokals erreicht hat. Es ist nicht zu klären, ob es sich hierbei um denselben Verein handelt. Von 2006 bis 2012 spielte der Verein in der Thai Premier League Division 1. 2012 belegte man den 18. Platz und stieg in die dritte Liga, der Regional League Division 2. Hier spielte man bis 2015 in der Region Central/East. 2016 trat der Eastern Region der Regional League Division 2 an. Seit der neuen Ligareform 2017 spielt der Verein in der vierten Liga. Hier trat man in der Eastern Region an. 2017 wurde man Meister der Region. Die Saison 2020 wurde wegen der COVID-19-Pandemie nach dem zweiten Spieltag abgebrochen. Während der Unterbrechung wurde beschlossen, dass nach Wiederaufnahme des Spielbetriebs die vierte und die dritte Liga zusammengelegt werden. Chanthaburi spielte fortan in der Eastern Region der dritten Liga. Die Saison 2022/23 schloss man als Vizemeister der Region ab und qualifizierte sich somit für die Aufstiegsspiele zur zweiten Liga. In der Upper Region der National Championship wurde man Sieger und stieg direkt in die zweite Liga auf. Das Finale um die Gesamtdrittligameisterschaft wurde gegen den Sieger der Lower Region MH Nakhonsi City FC verloren.

## Erfolge
- Thai League 4 – East

2017 – Meister
2018 – 2. Platz
- FA Cup

1984 – Finale
- Thai League 3 – East

2022/23 – 2. Platz  ▲

## Stadion

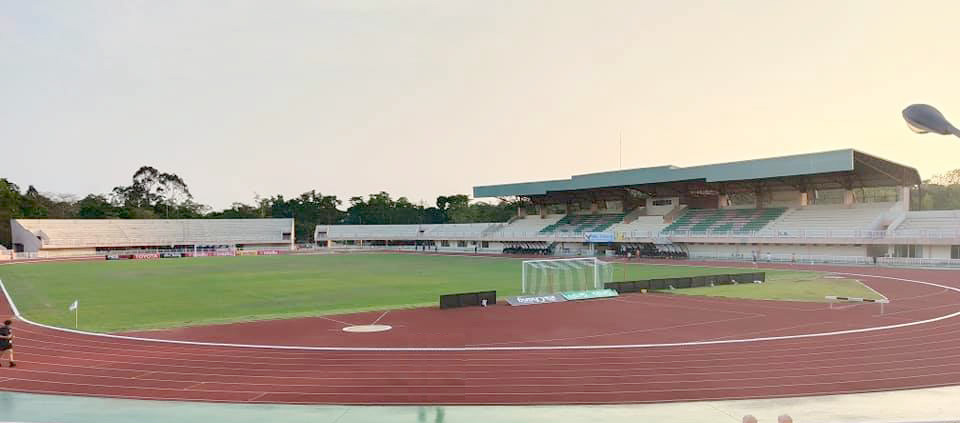
Rambhai Barni Rajabhat University Stadium

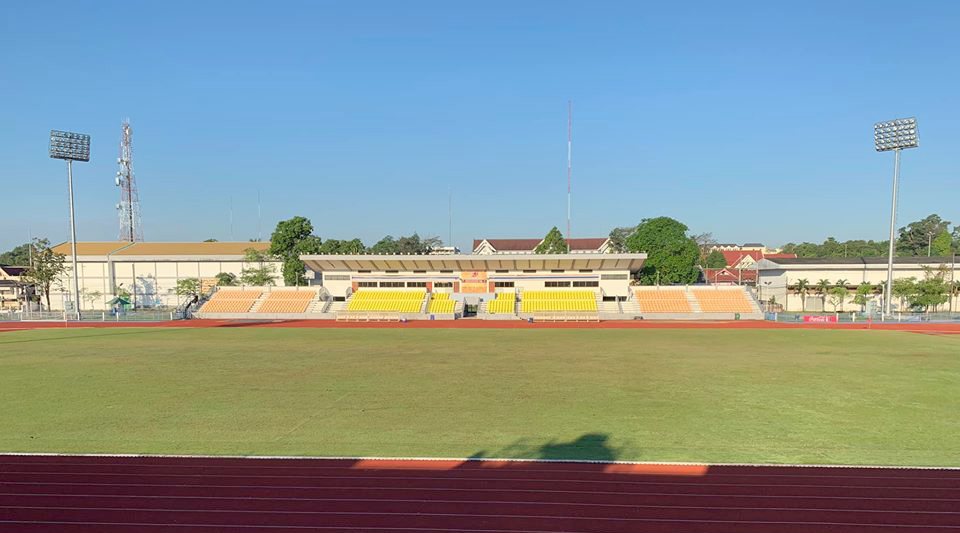
Chanthaburi Province Stadion

Der Verein trägt seine Heimspiele in Chanthaburi im Chanthaburi Province Stadium (thailändisch สนามกีฬาจังหวัดจันทบุรี หรือ สนาม อบจ. จันทบุรี), auch als Chanthaburi PAO. Stadium bekannt, aus. Das Mehrzweckstadion hat ein Fassungsvermögen von 5000 Personen.

### Spielstätten seit 2007
| Saison       | Stadion                                   | Standort                         | Kapazität | Eigentümer                            | Koordinaten                      |
| ------------ | ----------------------------------------- | -------------------------------- | --------- | ------------------------------------- | -------------------------------- |
| 2007–2010    | Chanthaburi Province Stadium              | Chanthaburi, Provinz Chanthaburi | 5000      | Chanthaburi Provincial Administrative | 12° 36′ 36,2″ N, 102° 6′ 20,1″ O |
| 2011         | Rambhai Barni Rajabhat University Stadium | Chanthaburi, Provinz Chanthaburi | 8800      | Rambhai Barni Rajabhat University     | 12° 39′ 50,2″ N, 102° 6′ 6,3″ O  |
| 2012–2013    | Chanthaburi Province Stadium              | Chanthaburi, Provinz Chanthaburi | 5000      | Chanthaburi Provincial Administrative | 12° 36′ 36,2″ N, 102° 6′ 20,1″ O |
| 2014         | Rambhai Barni Rajabhat University Stadium | Chanthaburi, Provinz Chanthaburi | 8800      | Rambhai Barni Rajabhat University     | 12° 39′ 50,2″ N, 102° 6′ 6,3″ O  |
| 2015 – heute | Chanthaburi Province Stadium              | Chanthaburi, Provinz Chanthaburi | 5000      | Chanthaburi Provincial Administrative | 12° 36′ 36,2″ N, 102° 6′ 20,1″ O |

## Aktueller Kader
Stand: 1. Februar 2025
| Nr. |             | Position | Name                      |
| --- | ----------- | -------- | ------------------------- |
| 2   | Thailand    | AB       | Sakolwat Skollah          |
| 3   | Thailand    | MF       | Jirasak Kumthaisong       |
| 4   | Thailand    | AB       | Naphat Jaruphatphakdee    |
| 5   | Thailand    | AB       | Chatchon Jairangsee       |
| 6   | Thailand    | AB       | Thawatchai Jitwongsa      |
| 7   | Korea Sud   | MF       | Go Seul-ki                |
| 9   | Thailand    | MF       | Phattharaphon Kangsopa    |
| 10  | Philippinen | ST       | Bienvenido Marañón        |
| 13  | Thailand    | MF       | Nachanok Klinhom          |
| 14  | Thailand    | MF       | Marut Budrak              |
| 16  | Thailand    | MF       | Santitorn Lattirom        |
| 18  | Thailand    | TW       | Chaloempat Ploywanrattana |
| 20  | Thailand    | MF       | Promdan Benjasiri         |
| 21  | Thailand    | MF       | Prakit Deeprom            |
| 22  | Thailand    | AB       | Nattawut Dantrawen        |

| Nr. |           | Position | Name                  |
| --- | --------- | -------- | --------------------- |
| 23  | Thailand  | ST       | Somkid Chamnarnsilp   |
| 24  | Thailand  | TW       | Sarut Nasri           |
| 25  | Thailand  | AB       | Natthaphon Piamplai   |
| 27  | Thailand  | MF       | Pongrawit Jantawong   |
| 35  | Thailand  | MF       | Athibordee Atirat     |
| 38  | Thailand  | TW       | Takdanai Klomklieng   |
| 44  | Thailand  | AB       | Thanachai Nathanakool |
| 52  | Thailand  | MF       | Thammayut Tonkham     |
| 55  | Thailand  | AB       | Chanon Tamma          |
| 64  | Thailand  | MF       | Aphiwat Hanchai       |
| 69  | Thailand  | ST       | Rittiporn Wanchuen    |
| 70  | Brasilien | ST       | Tiago Chulapa         |
| 91  | Brasilien | MF       | Gil Martins           |
| 99  | Brasilien | ST       | Jeferson              |

## Saisonplatzierung
| Saison  | Liga                                      | Liga  | Liga   | Liga | Liga | Liga | Liga   | Liga   | Liga     | Pokal               | Pokal                  |
| Saison  | Liga                                      | Level | Spiele | S    | U    | N    | Tore   | Punkte | Position | FA Cup              | League Cup             |
| ------- | ----------------------------------------- | ----- | ------ | ---- | ---- | ---- | ------ | ------ | -------- | ------------------- | ---------------------- |
| 2006    | Thai Premier League Division 1            | 2     |        |      |      |      |        |        | 8.       | –                   | –                      |
| 2007    | Thai Premier League Division 1 – Group B  | 2     | 22     | 8    | 7    | 7    | 37:27  | 31     | 4.       | –                   | –                      |
| 2008    | Thai Premier League Division 1            | 2     | 30     | 12   | 6    | 12   | 49:48  | 42     | 5.       | –                   | –                      |
| 2009    | Thai Premier League Division 1            | 2     | 30     | 8    | 8    | 14   | 50:61  | 32     | 13.      | Achtelfinale        | –                      |
| 2010    | Thai Premier League Division 1            | 2     | 30     | 9    | 10   | 11   | 38:40  | 37     | 12.      | 2. Runde            | 2. Runde               |
| 2011    | Thai Premier League Division 1            | 2     | 34     | 11   | 8    | 15   | 39:48  | 41     | 12.      | 3. Runde            | 1. Runde               |
| 2012    | Thai Premier League Division 1            | 2     | 34     | 0    | 4    | 30   | 22:111 | 4      | 18. ▼    | 2. Runde            | 1. Runde               |
| 2013    | Regional League Division 2 – Central/East | 3     | 26     | 14   | 4    | 8    | 35:24  | 26     | 4.       | –                   | –                      |
| 2014    | Regional League Division 2 – Central/East | 3     | 26     | 10   | 5    | 11   | 38:41  | 35     | 8.       | –                   | –                      |
| 2015    | Regional League Division 2 – Central/East | 3     | 26     | 13   | 4    | 9    | 37:33  | 43     | 5.       |                     | 2. Qualifikationsrunde |
| 2016    | Regional League Division 2 – East         | 3     | 22     | 6    | 8    | 8    | 21:22  | 26     | 10.      | 2. Runde            | 2. Runde               |
| 2017    | Thai League 4 – East                      | 4     | 27     | 14   | 9    | 4    | 40:23  | 51     | 1.       | 2. Runde            | –                      |
| 2018    | Thai League 4 – East                      | 4     | 27     | 14   | 6    | 7    | 39:27  | 48     | 2.       | Qualifikationsrunde | 1. Qualifikationsrunde |
| 2019    | Thai League 4 – East                      | 4     | 28     | 7    | 7    | 14   | 30:44  | 28     | 6.       | Qualifikationsrunde | –                      |
| 2020    | Thai League 4 – East                      | 4     | 2      | 0    | 1    | 1    | 0:2    | 1      | 7.       |                     |                        |
| 2020/21 | Thai League 3 – East                      | 3     | 19     | 5    | 5    | 9    | 13:26  | 20     | 11.      | 1. Runde            | –                      |
| 2021/22 | Thai League 3 – East                      | 3     | 22     | 4    | 7    | 11   | 28:38  | 19     | 8.       | –                   | –                      |
| 2022/23 | Thai League 3 – East                      | 3     | 22     | 11   | 7    | 4    | 35:18  | 40     | 2. ▲     | 2. Runde            | Play-off-Spiele        |
| 2023/24 | Thai League 2                             | 2     | 34     | 9    | 13   | 12   | 44:44  | 40     | 12.      | –                   | Play-off-Spiele        |
| 2024/25 | Thai League 2                             | 2     | 32     | 10   | 8    | 14   | 37:48  | 38     | 13.      | Viertelfinale       | 1. Runde               |

| Abbruch nach dem zweiten Spieltag aufgrund der COVID-19-Pandemie in Thailand |

## Torschützen seit 2008
| Saison  | Name                 | Tore |
| ------- | -------------------- | ---- |
| 2008    | Witthaya Lhoareang   | 16   |
| 2009    | Sirisak Musbu-ngor   | 17   |
| 2010    | Sirisak Musbu-ngor   | 9    |
| 2011    | Kassiaty Gildas Labi | 10   |
| 2012    | Prawit Wasoontara    | 4    |
| 2013    | N/A                  |      |
| 2014    | N/A                  |      |
| 2015    | N/A                  |      |
| 2016    | N/A                  |      |
| 2017    | Mbassegus Mbarga     | 11   |
| 2018    | Chainarong Samuttha  | 16   |
| 2019    | Tripop Janoensheep   | 9    |
| 2020/21 | Tripop Janoensheep   | 2    |
| 2021/22 | Kapaw Htoo           | 5    |
| 2022/23 | Luan Santos          | 13   |
| 2023/24 | Wander Luiz          | 10   |
| 2024/25 |                      |      |

## Sponsoren
| Jahr    | Ausrüster | Trikotsponsor          |
| ------- | --------- | ---------------------- |
| 2015    | Warrix    |                        |
| 2016    | Warrix    |                        |
| 2017    | FBT       |                        |
| 2018    | FBT       |                        |
| 2019    | FBT       | ตลาดการค้าชายแดนบ้านแหลม |
| 2020/21 | FBT       | ตลาดการค้าชายแดนบ้านแหลม |
| 2021/22 | FBT       |                        |
| 2022/23 | Mseven M7 | Rock$Presso            |
| 2023/24 | Mseven M7 | Rock$Presso            |

## Trainer
| Trainer          | Nation   | von              | bis              |
| ---------------- | -------- | ---------------- | ---------------- |
| Somchai Subpherm | Thailand | 21. August 2022  | 31. Mai 2023     |
| Titi Sungsri     | Thailand | 19. Juli 2023    | 7. Dezember 2023 |
| Supachai Komsilp | Thailand | 8. Dezember 2023 |                  |

## Zuschauerzahlen seit 2023
| Saison  | Liga          | Level | Gesamt- zuschauerzahl | Höchste Zuschauerzahl | Niedrigste Zuschauerzahl | Durchschnittliche Zuschauerzahl |
| ------- | ------------- | ----- | --------------------- | --------------------- | ------------------------ | ------------------------------- |
| 2023/24 | Thai League 2 | 2     | 14.208                | 1.754                 | 437                      | 836                             |
| 2024/25 | Thai League 2 | 2     | 23.360                | 3.497                 | 172                      | 1.460                           |

## Logohistorie

Vereinslogo bis 2008